# Cruz Machado
Cruz Machado – miasto i gmina w Brazylii, w stanie Parana. Znajduje się w mezoregionie Sudeste Paranaense i mikroregionie União da Vitória.
Osada była zamieszkana przez dużą liczbę imigrantów z Polski. Według polskich władz konsularnych pod koniec lat 30. XX wieku w regionie União da Vitória mieszkało około 7000 Polaków.

## Nazwa
Miejsce to otrzymało swoją nazwę na cześć Antônio Cândido da Cruz Machado (1820-1905) z Minas Gerais, który jako młody poseł prowadził kampanię na rzecz utworzenia stanu Parana z prowincji São Paulo w 1854 r.

## Historia
Pierwsze informacje na temat eksploracji regionu przez Europejczyków pochodzą z XVII w., kiedy tu docierały wyprawy wysyłane przez gubernatora São Paulo. W 1853 r. w regionie pojawił się Polak Hieronim Durski. W 1880 r. przybył do regionu pułkownik Amazonasa de Araújo Marcondes, który założył miasto União da Vitória. W 1911 na tereny dzisiejszego powiatu Cruz Machado przybyło 750 rodzin polskich, 50 rodzin brazylijskich i 20 protestanckich (niemieckich). Trudne warunki dalekiej podróży doprowadziły do jednej z największych tragedii w historii Polonii brazylijskiej to jest śmierci na dur brzuszny wkrótce po dotarciu do celu ponad 1000 polskich imigrantów pochodzących głównie z okolic Lublina, Chełma i Siedlec. 
Zmarli zostali pochowani jeszcze w 1911 r. w Pátio Velho de Santana i w Rio do Banho, na północ od União da Vitória. Ci osadnicy którzy przeżyli zajęli się uprawą zboża, yerba mate oraz pozyskiwaniem drewna. Cruz Machado zostało oddzielone od União da Vitória jako samodzielna gmina w 1951 r. W 1912 r. powstał tu ośrodek duszpasterski, a w 1934 r. parafia. Obecnie w granicach powiatu, oprócz parafii Najświętszego Serca Jezusa w Cruz Machado w miejscowości Santana znajduje się druga parafia katolicka, którą do 2013 prowadzili także księża chrystusowcy.

## Geografia
Cruz Machado znajduje się na Trzecim Płaskowyżu Parany (Terceiro Planalto Paranaense) na wysokości 819 m. 

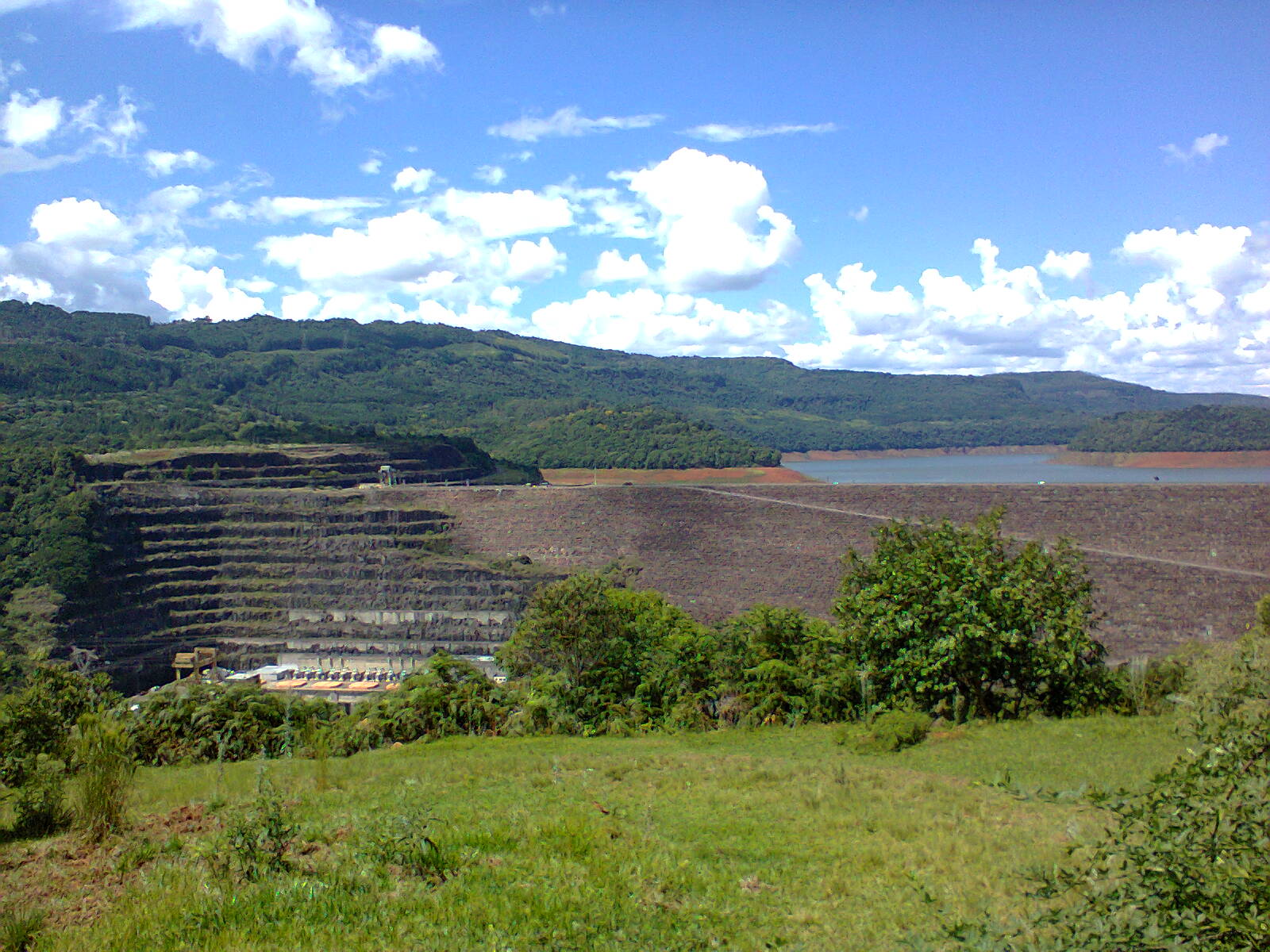
Widok na zbiornik Represa Foz do Areia wyznaczający południową granicę gminy

Gleby są żyzne typowe dla brazylijskich subtropików czerwone, mineralne, mułowo-gliniaste (terra-roxy).
Klimat jest umiarkowanie ciepły wilgotny (opady 1561 mm rocznie), temperatury latem są umiarkowane. Średnia roczna temperatura wynosi 17,5 °C. Klasyfikacja klimatu Köppena-Geigera to Cfb. Pierwotnie terytorium w całości pokryte było lasem atlantyckim. Na tym obszarze występują typowe zwierzęta fauny południowoamerykańskiej (puma, wilk grzywiasty, mrówkojad).
Cruz Machado znajduje się w dorzeczu Iguaçu, która wyznacza południową granicę gminy i jest spiętrzona na całej długości granicy jako Represa Foz do Areia. Jej prawy dopływ, Rio Palmital (Rzeka Palmowa), tworzy południowo-wschodnią granicę. Rio da Areia wpada również do Iguaçú z prawej strony. Wyznacza północno-zachodnią granicę.

## Gospodarka
Gmina ma charakter wybitnie rolniczy. Uprawia się tu fasolę, kukurydzę i yerba mate, hoduje bydło mleczne i trzodę chlewną, pozyskiwane jest drewno. Wśród atrakcji turystycznych gminy można wymienić między innymi wodospady w rzece Palmital, a w siedzibie gminy zbiornik Represa de Foz do Areia.

## Kultura
W czasie Wielkiego Postu w każdy piątek w kościele parafialnym odprawiana jest Droga Krzyżowa w języku polskim. Zachowywanych jest również wiele zwyczajów oraz polskich form pobożności takich jak śpiew polskich kolęd, opłatek,  święconka, wypominki i inne.
Profesor Tadeusz Paleczny po wizycie Cruz Machado w 2000 r. napisał: 
Cruz Machado to niezwykła nawet w kontekście moich wcześniejszych doświadczeń z podróży po skupiskach polonijnych miejscowość. Jej niezwykłość polega na wyraźnej, powiedziałbym wybitnej przewadze funkcjonalności języka polskiego nad portugalskim. Przez cały czas pobytu w Cruz Machado odnosiłem wrażenie, że znajduję się nie w Brazylii, lecz w jakimś oddalonym co najwyżej o kilkaset kilometrów od Warszawy prowincjonalnym miasteczku. Główna ulica Cruz Machado roi się od „polskości”; w sensie miejsc użyteczności publicznej, sklepów, barów, stacji benzynowej, apteki, piekarni, w których wszyscy sprzedawcy i pracownicy posługują się językiem polskim.
Na terenie gminy w miejscowości Santana w 1995 r. utworzono skansen i Muzeum Etnograficzne Polskiej Emigracji (Museu Etnográfico da Imigração Polonesa).